# 1243 w polityce

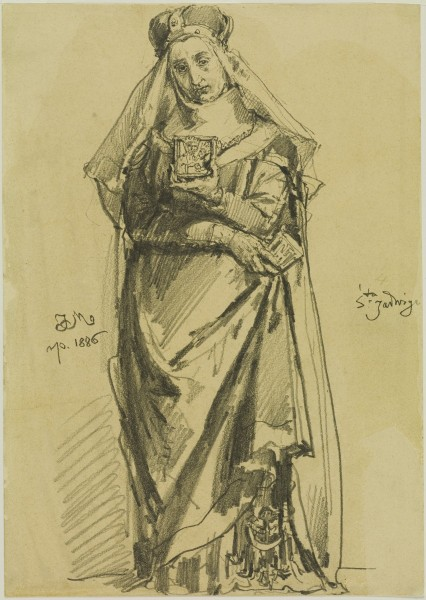
Jan Matejko, Jadwiga Śląska

Wydarzenia polityczne w 1243 roku.

## Wydarzenia
- Sinibaldo Fieschi został papieżem[1].
- W wyniku bitwy pod Suchodołem Konrad I mazowiecki utracił władzę w Krakowie[2].
- Bolesław V Wstydliwy został księciem krakowskim (do 1279)[3].

## Zmarli
- Jadwiga Śląska, żona Henryka I Brodatego i matka Henryka II Pobożnego, święta Kościoła katolickiego[4].